# 95th Regiment of Foot (1760–1763)
Das 95th Regiment of Foot war ein Linieninfanterieregiment der britischen Armee, das von 1760 bis 1763 bestand.
Das Regiment wurde während des Siebenjährigen Krieges im Mai 1760 geschaffen, indem acht bereits im April 1760 zum Kampf gegen die Cherokee aufgestellte Kompanien, sowie eine weitere in New York aufgestellte Kompanie und zu einem Regiment zusammengeschlossen wurden. Das Regiment trug scharlachrote Uniformen mit hellgrauen Aufschlägen und weißen Knöpfen. Am 10. Dezember 1760 wurde Major-General Ralph Burton zum Colonel des Regiments ernannt. Das Regiment wurde bis Ende 1761 im Krieg mit den Cherokee in South Carolina eingesetzt. 1762 wurde das Regiment nach Barbados verlegt und nahm an der Eroberung von Martinique, der Besetzung von Grenada und der Belagerung von Havanna teil. Bei letzterer erlitt das Regiment so hohe Verluste, dass im Oktober 1762 die verbliebenen Mannschaftssoldaten in Havanna auf andere Regimenter verteilt wurden. Die Offiziere und Unteroffiziere kehrten nach England zurück, wo das Regiment nach Abschluss des Friedens von Paris am 7. März 1763 aufgelöst wurde.